# Albert Hedderich
Albert Hedderich (* 11. Dezember 1957 in Mainz) ist ein ehemaliger deutscher Ruderer, der für den RV Ingelheim startete.
1975 wurde Hedderich Deutscher Jugendmeister im Einer. Zusammen mit seinem Ingelheimer Mannschaftskameraden Michael Dürsch gewann er vier Deutsche Meistertitel im Doppelzweier. 
International bildeten die beiden mit den Ulmern Raimund Hörmann und Dieter Wiedenmann von 1978 bis 1984 den bundesdeutschen Doppelvierer. 1978 gewann das Team Bronze bei der Weltmeisterschaft. 1979 und 1982 wurde das Team Vizeweltmeister, jeweils hinter dem Boot aus der DDR. 1983 gewann die westdeutsche Besatzung den Weltmeistertitel vor der DDR. Dies war die erste Niederlage des Vierers aus der DDR bei Weltmeisterschaften seit der Einführung dieser Bootsklasse 1974. 
Ein weiterer Höhepunkt der Karriere von Albert Hedderich und seinen drei Mitstreitern war der Sieg im Doppelvierer bei den Olympischen Spielen 1984 in Los Angeles. Neben dem Gewinn der Goldmedaille erhielten er und die deutschen Viererruderer dafür das Silberne Lorbeerblatt.